# Cunas
Cunas é um povo originário do Panamá e noroeste da Colômbia, que fala uma língua da família chibcha. Habita no arquipélago de San Blas (arquipélago das Mulatas), na costa panamense do Caribe e na bacia do rio Tuira, nas comarcas indígenas  Guna Yala, Madugandí e Wargandí, os corregimentos de Púcuro e Paya, e os resguardos indígenas de Caimán Nuevo e Arquía.
Possuem uma economia baseada principalmente na agricultura (milho, mandioca) e na pesca, e também no artesanato, na caça, e o no comércio. As mulheres fabricam e usam formosos vestidos coloridos. Tecem e vendem as chamadas molas de telas de cores. 